# Burger BC 08
Burger BC 08 is een Duitse voetbalclub uit Burg, Saksen-Anhalt.

## Geschiedenis
De club werd in 1908 opgericht en speelde geen noemenswaardige rol en stond in de schaduw van Burger FC 02 Preußen. Na de Tweede Wereldoorlog werd de club heropgericht als SG Sportfreunde Burg. In 1950 werd de naam in ZSG Burg veranderd en later in BSG Einheit Burg. De club plaatste zich voor de nieuwe DDR-Liga, de tweede klasse, waar de club drie seizoenen speelde. De club speelde ook enkele seizoenen in de II. DDR-Liga maar was vanaf de jaren zestig enkel nog op regionaal vlak actief.
Na de Duitse hereniging werd kort de naam Einheit/Empor Burg aangenomen. In 1991 werd de historische naam terug aangenomen. In 2015 promoveerde de club naar de Verbandsliga, maar degradeerde na twee seizoenen.